# Corona fusa
La corona fusa è un tipo di protesi odontoiatrica di ricostruzione della corona del dente, costituita interamente da lega aurea.
Per la sua realizzazione da parte dell'odontotecnico è necessario prendere l'impronta sia dell'arcata interessata (con materiale di precisione), sia di quella opposta (o "antagonista") e per mezzo di una cera di masticazione (wafer di cera morso dal paziente deglutendo) dell'occlusione centrica.